# Last Day of Summer
Last Day of Summer — сингл норвезького співака та композитора Евена Йохансена. Сингл вийшов тільки на 12 дюймових вінілових влатівках обмеженим накладом. Ремікси единої композиції синглу «Last Day of Summer» зроблені британським композитором Мідлтоном Томом.

## Список композицій
Сторона 1:
1. «Last Day Of Summer»

Сторона 2:
1. «Last Day Of Summer» (ремікс)
2. «Last Day Of Summer» (ремікс)